# Aotus trivirgatus
Aotus trivirgatus é uma espécie macaco-da-noite, um Macaco do Novo Mundo da família Aotidae e gênero Aotus. Ocorre no centro-norte do Brasil e Venezuela.
Até 1983, todos os macacos-da-noite eram subespécies de Aotus trivirgatus. A revisão de Philip Hershkovitz considera apenas o táxon que ocorre ao norte do rio Negro, ocorrendo no Brasil e sul da Venezuela.
Possui o pescoço de cor acinzentada, variando de um tom mais amarronzado até cinza propriamente dito. A parte interior dos membros é laranja ou creme, resto do corpo cinza, e com pelagem curta.